# Shin Hyun-joon (actor)
Shin Hyun-joon (Hangul: 신현준) (Seúl, Corea del Sur, 28 de octubre de 1968) es un actor y escritor surcoreano. Se hizo popular mundialmente, gracias a su papel secundario en el exitoso drama Escalera al cielo.

## Biografía
Es muy buen amigo del actor surcoreano Jung Joon-ho.
El 26 de mayo de 2013 se casó con la coreana-americana Kim Kyung-mi (Linda Kim), la pareja tiene dos hijos. En marzo de 2021 confirmó que junto a su esposa estaban esperando a su tercer bebé.

## Filmografía

### Series de televisión
| Año     | Título                  | Papel        | Canal | Notas              | Ref.        |
| ------- | ----------------------- | ------------ | ----- | ------------------ | ----------- |
| 1995    | Sons of the Wind        |              | KBS2  |                    |             |
| 1996    | 1.5                     |              | MBC   |                    |             |
| 1996    | The Brothers' River     |              | SBS   |                    |             |
| 1997    | Wedding Dress           |              | KBS2  |                    |             |
| 1998    | White Nights 3.98       |              | SBS   |                    |             |
| 1998    | I Love You! I Love You! |              | SBS   |                    |             |
| 2003    | Escalera al cielo       |              | SBS   |                    |             |
| 2006    | Rondo                   |              | SBS   |                    |             |
| 2008    | Star's Lover            |              | SBS   | Cameo              |             |
| 2009    | Cain y Abel             |              | SBS   |                    |             |
| 2010    | Road No. 1              |              | MBC   | Cameo              |             |
| 2012    | Dummy Mommy             |              | SBS   |                    |             |
| 2012    | Bridal Mask             |              | KBS2  |                    |             |
| 2012    | Ohlala Couple           |              | KBS2  |                    |             |
| 2016    | Escuela Moorim          |              | KBS2  |                    |             |
| 2022    | Showtime Begins!        |              | MBC   | Aparición especial |             |
| 2024-25 | El negocio familiar     | Ji Seung-don | KBS2  |                    | [ 2 ] [ 3 ] |

### Películas
- George and Bong-shik (TBA)
- Salsu[4]
- The Assassin (2023) como Lee Nan
- Handsome (2022) como Mi-nam
- Bad Guys Always Die (2015)
- Marrying the Mafia IV (2011)
- Sin of a Family (2011)
- Kiss Me, Kill Me (2009)
- His Last Gift (2008)
- The Worst Guy Ever (2007)
- Master Kims (2007)
- Hot for Teacher (2006)
- Marrying the Mafia III (2006)
- Barefoot Ki-bong (2006)
- Shadowless Sword (2005)
- Marrying the Mafia II (2005)
- Hi! Dharma 2: Showdown in Seoul (2004)
- Face (2004)
- Blue (2003)
- Once Upon a Time in a Battlefield (2003)
- Guns & Talks (2001)
- Siren (2000)
- Bichunmoo (2000)
- The Soul Guardians (1998)
- The Story of a Man (1998)
- KK Family List (1997)
- Maria and the Inn (1997)
- Lament (1997)
- The Gingko Bed (1996)
- Channel 69 (1996)
- Hong Gil-dong (animated, 1995)
- The Taebaek Mountains (1994)
- Love is Oh Yeah! (1993)
- Hwa-Om-Kyung (1993)
- General's Son III (1992)
- General's Son II (1991)
- Portrait of the Days of Youth (1991)
- General's Son (1990)

### Programas de televisión
- Cool Kiz on the Block (KBS 2014 Tennis)
- The Dreaming Sea (KBS, 2013)
- Show King (Channel A, 2012)
- Entertainment Weekly (KBS, 2010-2013)
- Enjoy Today (MBC, 2010)

### Presentador
| Año  | Evento                  | Notas                                   |
| ---- | ----------------------- | --------------------------------------- |
| 2017 | 54th Grand Bell Awards  | junto a Stephanie Lee                   |
| 2014 | 51st. Grand Bell Awards | junto a Oh Man-seok y Uhm Jung-hwa      |
| 2010 | 10th Asia Model Awards  | junto a Stephanie Lee y Kang Seung-Hyun |

## Libros
- Payaso con sonrisas y lágrimas (2013)
- Aladino y la lámpara maravillosa (2012)
- Confesiones de Shin Hyun Joon (2008)

## Videos musicales
- Bobby Kim - "Remember The Last Christmas"
- Lee Seung Chul - 말리꽃
- Jo Sungmo - "For Your Soul", junto a Choi Ji Woo
- Lee Soo Young - "Never Again"
- Kiss - "Because I'm A Girl", junto a la modelo Goo Hye Jin
- Zia - "Absentmindedly"
- Zia - "Together With A Star In My Heart"
- Zia - "Guardian Angel"
- Zia - "I Love You I'm Sorry"
- Zia - "I'm Happy"
- Zia - "Choked With Grief"

## Premios
- 1992 Grand Bell Awards: Mejor nuevo actor
- 1992 Daejong Film Awards: Nuevo talento masculino
- 1999 Golden Disk Awards: Premio al video más popular (Jo Sungmo por Your Soul)
- 2001 Best Dresser Swan Awards: Mejor vestido - Categoría actor de cine
- 2006 4th Korea Fashion World Awards: Premio al mejor vestido
- 2006 27th Blue Dragon Film Awards: Premio estrella popularidad por Barefoot Gi Bong
- 2006 26th Hawaii International Film Festival: Premio estrella de Asia
- 2008 16th Chunsa Film Art Awards: Premio Cultura Hallyu
- 2010 MBC Entertainment Awards: Premio Especial Programa/Variedades por Enjoy Today
- 2010 Embajador de Buena Voluntad para la Cruz Roja Nacional de Corea
- 2010 Embajador de Buena Voluntad para el Día Mundial Sin Tabaco
- 2011 12th Korea Visual Arts Festival: Premio al más fotogénico - Categoría actor de cine
- 2012: KBS Entertainment Awards: Mejor Artista por Entertainment Weekly
- 2012 KBS Drama Awards: Premio a la excelencia - Categoría actor en Miniserie por Oh La La Couple